# NGC 7299
NGC 7299 (другие обозначения — PGC 69060, ESO 345-19, MCG -6-49-8, AM 2228-380) — спиральная галактика с перемычкой (SBc) в созвездии Журавль.
Этот объект входит в число перечисленных в оригинальной редакции «Нового общего каталога».